# 地球仪 (松泽由美单曲)
《地球仪》（日语：地球ぎ）是日本流行歌手松澤由美的第十一支单曲。2003年1月18日由哥伦比亚音乐娱乐发售。曾作为OVA《圣斗士星矢 冥王哈迪斯十二宫篇》的片头曲。

## 概要
本作作为单曲作品，与上一作品《哀伤》间隔有1年零6个月，也是松泽由美首次尝试自己作曲的作品。松泽由美自述某一天在洗澡的时候突然获得了歌曲旋律的灵感，并在第一时间打电话告知高井丽。
本单曲藉由歌唱比赛而被漫画原作者車田正美和动画导演选中。与以往的《圣斗士星矢》动画热血主题歌曲所不同的是，本曲表现出了“柔弱之中的坚强”。原先仅有《君と同じ青空》被作为片尾曲，后来在音乐监督的推荐下才决定将《地球仪》采用作片头曲。在此之前包括《圣斗士星矢》的制作方东映以及原作者车田正美表示对松泽由美其人其事都不曾听闻。
在作为OVA片头曲的同时，《地球仪》也出现在第11集《震撼的圣域》中，作为雅典娜為了受黑帝斯監視與控制進而兩難的修羅、撒卡與卡妙選擇自殺的一段的背景音乐，場面動人心弦，感動至極。

## 收录曲
- 作詞：松澤由美，作曲：松澤由美、高井丽（日语：高井ウララ），編曲：西田マサラ

| [ 10 ]   | [ 10 ]                                         | [ 10 ]                        | [ 10 ] |
| 曲序     | 曲目                                           | 中文译名                      | 时长   |
| -------- | ---------------------------------------------- | ----------------------------- | ------ |
| 1.       | （OVA《圣斗士星矢 冥王哈迪斯十二宫篇》片头曲） | 地球仪                        | 6:55   |
| 2.       | （OVA《圣斗士星矢 冥王哈迪斯十二宫篇》片尾曲） | 与你同在蓝天下                | 8:26   |
| 3.       |                                                | 与你同在蓝天下（video剪辑版） | 2:58   |
| 4.       |                                                | 地球仪（原声伴奏带）          | 3:07   |
| 5.       |                                                | 与你同在蓝天下（原声伴奏带）  |        |
| 总时长： | 总时长：                                       | 总时长：                      | 21:48  |

## 评价
《地球仪》在日本以外的地区都有高度的评价，在韩国、台湾、中国大陆甚至在南美都有爱好者翻唱。在2006年巴西举办的“Anime Friends 2006”上，曾出现现场大批南美爱好者同松泽由美一同演唱《地球仪》。《地球仪》在中国大陆地区的动漫行业评论媒体及部分爱好者圈中被认为是经典动漫悲伤歌曲之一。

## 专辑收录
- 2012年（专辑第9首）[14][注释 3]
- 2008年（专辑第2首）[15][注释 4]
- 2007年《足迹（日语：あしあと (松澤由美のアルバム)）》（专辑第1首）[16][注释 5]
- 2007年（专辑第8首）[17][注释 6]
- 2006年（专辑第13首）[18][注释 7]

## 注脚

## 拓展阅读
- 長澤智典. . excite.   [2013-12-15]. （原始内容存档于2013-09-08） （日语）.